# Шнебельгорн
Шнебельгорн — гора, яка знаходиться біля Фішенталь в долині Тес між кантонами Цюрих і Санкт-Галлен. Це найвища точка кантону Цюрих.
Шнебельгорн — улюблена ціль для піших прогулянок. На його вершину можна піднятися з різних напрямків. Більша частина масиву вкрита лісом.